# Dejtár
Dejtár (szlovákul: Dechtice, Dehtary vagy Dejtáre) község Nógrád vármegyében, a Balassagyarmati járásban.

## Fekvése
A település az ország északi részén, Budapesttől 70 kilométerre, Balassagyarmattól nyugatra 13 kilométerre, a 22-es főúttól 3 kilométerre, a 2-es főúttól pedig mintegy 6 kilométerre fekszik, az Ipoly folyó bal partján.
A község főutcája a 2201-es út, amely Nagyoroszinál ágazik ki a 2-es főútból és érinti Patak központját is. Érinti a település területét a 22-es főút is, amelybe itt torkollik bele a 2201-es út, nagyjából 11 kilométer megtétele után. Utóbbiba Dejtár központjában torkollik bele a 22 101-es számú mellékút, amely Ipolyvece és Drégelypalánk felé biztosít közúti kapcsolatokat, továbbá a 10. kilométere környékén kiágazik belőle a rövidke 22 303-as út, amely a Vác–Balassagyarmat-vasútvonal Dejtár vasútállomását szolgálja ki.
A Duna–Ipoly Nemzeti Park részét képezi a vasúton túli terület. Ritka és védett növények találhatók a Nagy-tó és a Kifli-tó környékén (árvalányhaj, fekete kökörcsin).

### Megközelítése közösségi közlekedéssel
- Vonattal a MÁV 75-ös számú (Vác–Diósjenő–Drégelypalánk–Balassagyarmat) vonalán közelíthető meg. A helyi vasútállomás Ipolyvece és Ipolyszög között található. A 75-ös számú vonal a Börzsöny lábánál és az Ipoly völgyében vezet, hazánk egyik legszebb vasútvonala.
- Autóbusszal: A Balassagyarmatról induló autóbuszok (Ipolyvece, Nagyoroszi felé) áthaladnak a településen.

## Története
A települést először 1255-ben említik az oklevelek Dehter néven. 1438-ban az esztergomi érsek birtokába került, ekkor appidiumként (mezővárosként) említik az oklevelek. A török kiűzése után az esztergomi érsek újjáépítette a falut, mely rohamos fejlődésnek indult.
Dejtáron a mai templom elődjét a Canonica Visitatiók szerint az 1713-at megelőző években építették. 1731-ben és 1755-ben, mint jól felszerelt templomot említik, bár Patay Pál adata alapján 1736 és 1745 között valószínűleg tűzvész martaléka lett, harangjai is elpusztultak.
A településen többször pusztított tűzvész, az első az 1848-49-es szabadságharc után. Ennek emlékére állították a Szent Flórián szobrot 1855-ben.
A falu templomát majd két évtizeden keresztül építették és 1810-ben szentelték fel. Érdekessége a 200 éves szószék, melynek faragványait ismeretlen művész alkotta.
1903-ban alakult meg a Dejtár-pataki Vadásztársulat, dr. Fáy Albert vezetésével.
Az 1980-as évek elején, az Ipoly partján fúrt kutakkal és a vízmű kiépítésével kezdték el kiaknázni a dejtári vízbázist, mely jelenleg 51 település egészséges ivóvízellátását biztosítja. 1980 februárjában összedőlt a könyvtár, melynek újjáépítése az év végére megtörtént. 1991-ben az átalakított egészségügyi központ került átadásra. 1993-ban restaurálták a műemlék Szent Flórián szobrot. 1993 decemberében 400 telefonvonal kapacitású automata telefonközpontot üzemeltek be. A telefonhálózat kiépítése befejeződött, mintegy 260 lakásban működik telefon. Az 1994 év a csatornahálózat kiépítésének évében kellett befejezni a mintegy 270 milliós beruházást. 1995 év szeptemberében mintegy 120 előfizetővel megkezdte működését a helyi kábeltelevízió. A gázberuházás megvalósulása érdekében az önkormányzat is csatlakozott a Börzsönygáz Kft-hez.
Jelentős a konzervüzem és a hagyományos savanyító üzem. Megyei II. osztályú labdarúgó csapatnak szurkol a falu. De van más sportolási lehetőség is, például az asztalitenisz.

## Közélete

### Polgármesterei
- 1990–1994: Fábián János (FKgP-KDNP-MDF-SZDSZ-Fidesz)[3]
- 1994–1998: Balga József (független)[4]
- 1998–2002: Balga József (független)[5]
- 2002–2006: Balga József (független)[6]
- 2006–2010: Balga József (független)[7]
- 2010–2014: Smitnya Sándor (független)[8]
- 2014–2019: Smitnya Sándor (független)[9]
- 2019–2024: Smitnya Sándor (független)[10]
- 2024– : Smitnya Sándor (független)[1]

## Népesség
A település népességének változása:
| Lakosok száma | 1622 | 1535 | 1499 | 1404 | 1377 | 1377 | 1332 | 1353 | 1324 | 1287 |
|               | 1980 | 1990 | 2001 | 2011 | 2013 | 2015 | 2021 | 2022 | 2023 | 2024 |

A 2011-es népszámlálás során a lakosok 88,8%-a magyarnak, 6,6% cigánynak, 0,2% románnak mondta magát (11,1% nem nyilatkozott; a kettős identitások miatt a végösszeg nagyobb lehet 100%-nál). A vallási megoszlás a következő volt: római katolikus 71,7%, református 0,5%, evangélikus 1,2%, felekezeten kívüli 2,5% (21,9% nem nyilatkozott).
2022-ben a lakosság 93,2%-a vallotta magát magyarnak, 6,1% cigánynak, 0,2% románnak, 0,1-0,1% szlováknak és németnek, 1,8% egyéb, nem hazai nemzetiségűnek (6,8% nem nyilatkozott; a kettős identitások miatt a végösszeg nagyobb lehet 100%-nál). Vallásuk szerint 54,2% volt római katolikus, 1% evangélikus, 0,9% református, 1,2% egyéb keresztény, 1,6% egyéb katolikus, 7,2% felekezeten kívüli (34% nem válaszolt).

## Híres személyek
- Itt született 1825-ben Molnár József római katolikus plébános.

## Nevezetességei

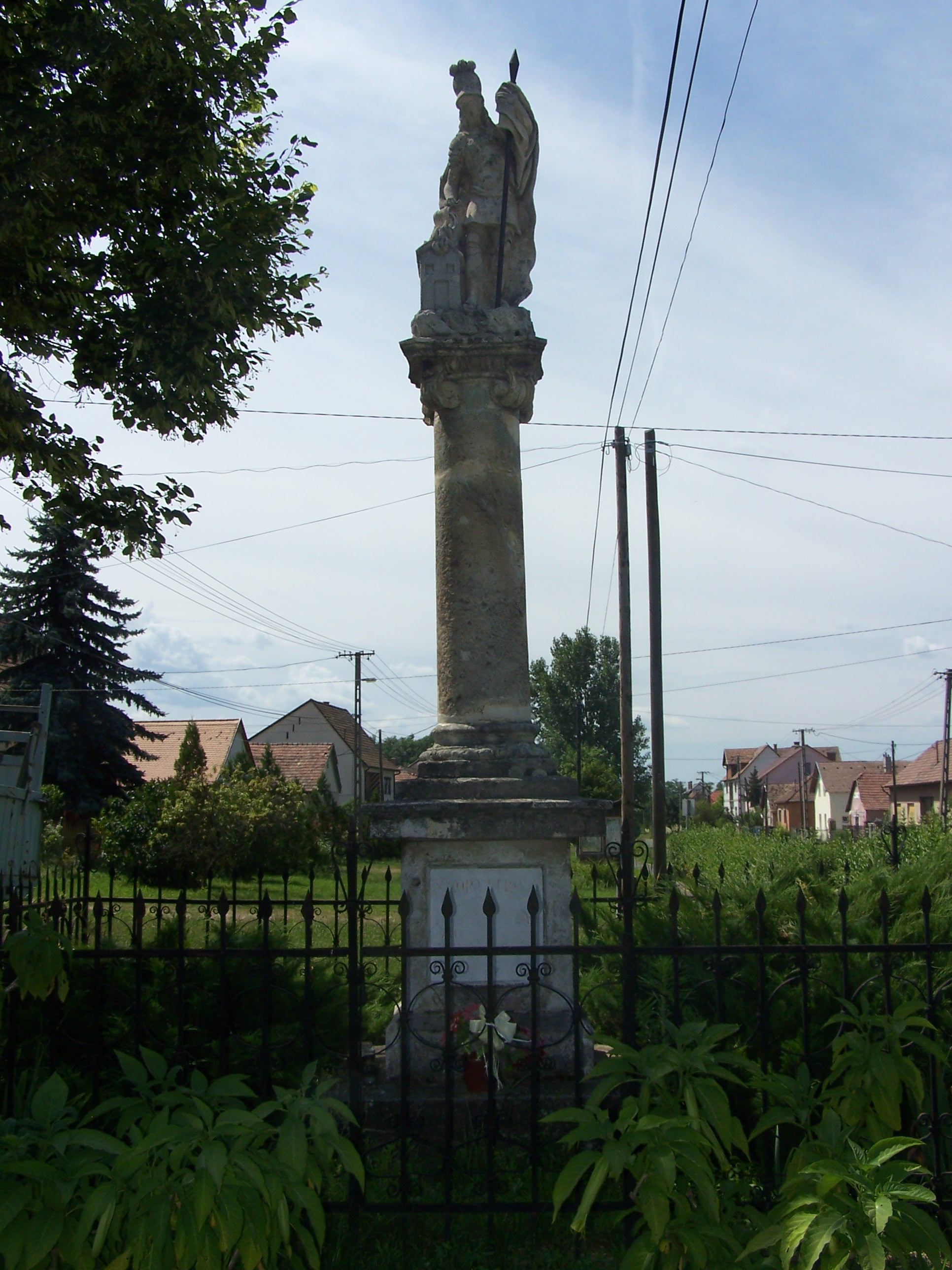
A műemlék Szent Flórián-szobor

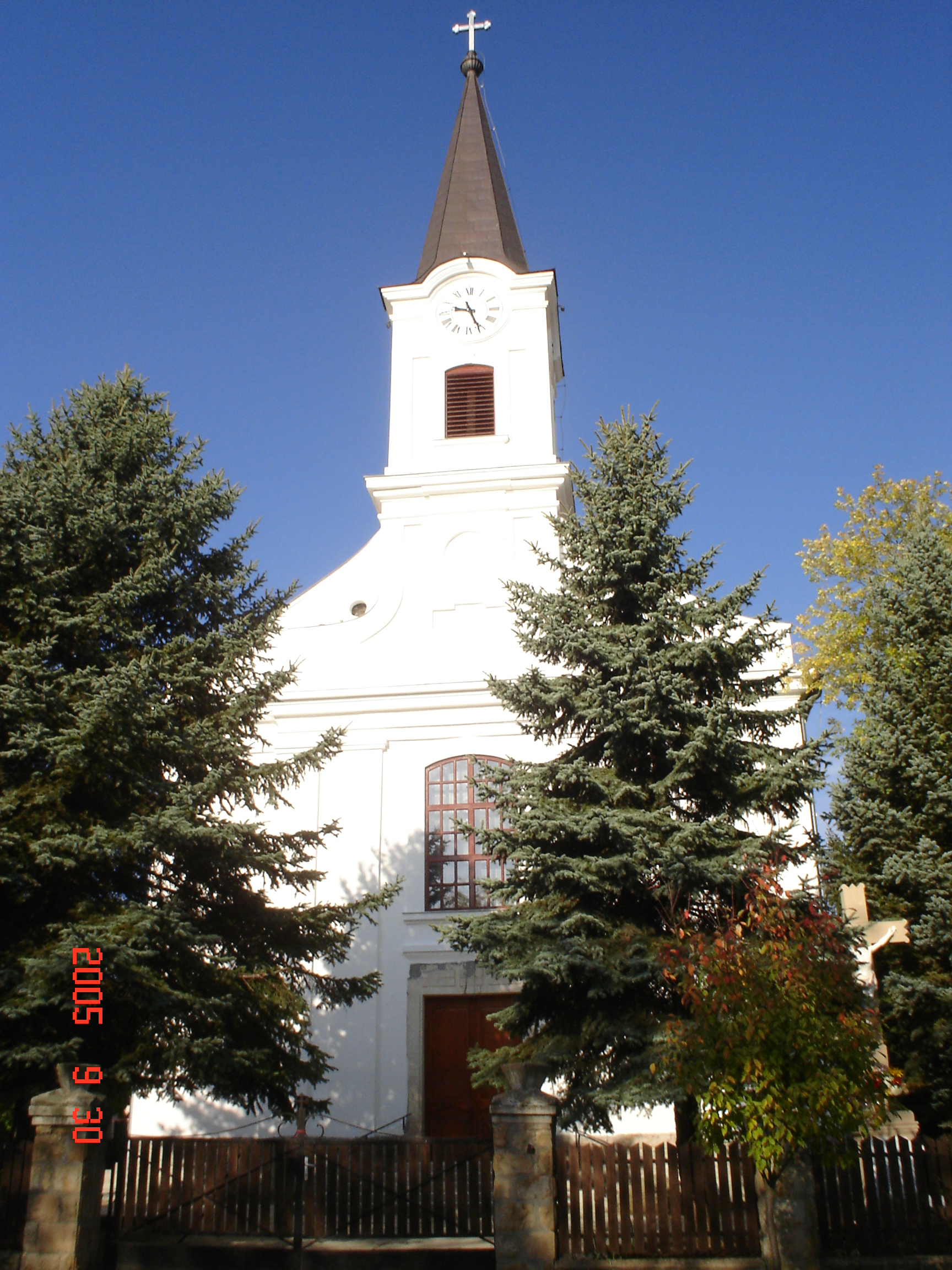
A római katolikus templom felújítás után

A népviselet és a természeti értékek mellett más látnivalók is megtalálhatók a községben. Ilyen az 1810-es évek előtt épült és 1810-ben felszentelt római katolikus templom. Az egyhajós, középtornyos templomot rizalitszerűen kiugró torony díszíti. Szentélye egyenes záródású, a hajóval azonos szélességű. Sekrestyéje a délnyugati szentélyfalhoz kapcsolódik. Háromszakaszos hajóját és a szentélyt kupolasüveg boltozat fedi, a karzatot kosáríves boltozat tartja. Berendezése modern, szószéke „pálos faragású”, 1760 körüli mellvédjén két faragott domborművel, amelynek faragója ismeretlen. A régi berendezések közül a gyóntatószék, a térdeplők, a keresztelőkút és a szenteltvíztartó maradtak meg. A templomot több freskó ékesíti, így a mennyezeten látható örvendetes, dicsőséges és fájdalmas olvasó egy-egy jelenete. A főoltár mögötti falon látható a Szűz Mária születését ábrázoló festmény. Templomunkat az angyalok született királynéja, Mária tiszteletére szentelték fel. Az asztaloltár és a főoltár fehér márványból készült, a főoltárt Szent Sándor és Szent Rozália szobra díszíti. A déli fal előtt van a Jézus Szíve oltár. A templomban láthatjuk még Szent József, Szűz Mária, Szent Teréz, Szent Rita, Szent Ferenc, Szent Antal és a Fájdalmas Anya szobrát. 2004-ben Szent István faragott szobrát adományozták a templomnak. A színes üveges ablakokon  nagy szentek alakjai láthatók: Szent István, Szent László, Szent Alajos, Szűz Mária Szíve, Szent Erzsébet és Szent Margit.
A templom mellett áll a Szentháromság-szobor, oldalain az I. és II. világháborúban elesett hősök neveivel. A településen található egy turul-szobor is.
A műemlék Szent Flórián-szobor a Szabadság utca felső szakaszán található. A községet többször is tűzvész pusztította, ennek emlékére állíttatták Flórián szobrát mintegy védelmezőnek a tűz ellen, így lett a falu védőszentje.
A tájház átadására 2003. augusztus 23-án került sor. Bemutatja a régi paraszti élet tárgyi, tevékenységbeli, viseletbeli emlékeit, valamint Dejtár népviseletének gazdagságát egy középparaszti portán. Itt mutatkozhatnak be a településen és máshol alkotó és élő tehetséges fiatalok és művészek alkotásaikkal.
2007 óta Dejtár az egyik helyszíne az egykori helyi igazgató, kántortanító karnagy, zeneszerző Luspay Kálmán tiszteletére rendezett népdalversenynek.
Dejtár község tagja a Sugárkankalin Turisztikai Egyesületnek, melynek célja térség turizmusának fejlesztése, és természeti értékeinek bemutatása. A község a Palóc út egyik állomása.

## Népviselet
A dejtári népviseletben különös figyelmet érdemel a fiatal asszonyok féketője (főkötő) később a kor előrehaladtával az asszonyok ’szarvas’ kendője, amit hideg napokon vagy ünnepekkor díszes fölsőkendővel kötöttek át, ennek megkötési módja elöl volt, míg az említett szarvaskendőé hátul.
A férfiak viselete nem különbözött nagymértékben a környékbeli falvak viseletétől. Nyáron kalapot, pamutvászon ujjú inget, és széles szárú vászon gatyát hordtak. Ez volt a mindennapi öltözet. Ehhez feltétlen viseltek klott szakácskát, tavasztól őszig pedig mezítláb (mesztélláb) jártak. A téli időszakban a viselet kétsoros posztókabáttal, csizmanadrággal és hosszú szárú fekete csizmával egészült ki.
A nők viselete viszont merőben eltért a környező falvakétól. Csak a szomszédos falu (Patak község) viselete mutat hasonlóságot a dejtárival. A különbség a fejkendő változatosságában merült ki. 
A hajadon lányok jó idő esetén hajadonfővel jártak, hajuk gyakran derékig ért, melyet hármas, négyes vagy akár ötös fonat is jellemzett, ennek végére pedig masliba kötött szalag került. 
A felső testet takaró ruházat az időtől függően rövid vagy hosszú ujjú ing volt. Kétfajta inget különböztetnek meg a dejtáriak: sípujjút és buggyos ujjút. Ennek az ingnek a tetejére pedig pruszlikot vagy blúzkát vettek. 
Az alsó testet takaró ruházat többrétegű volt. A legalsó ruhadarabot nevezik pentőnek (pendely); mely egy rövid, egyenes szabású, keményítetlen szoknya. Erre már kikeményített vagy mángorolt, későbbi időkben vasalt szoknyák kerültek. A harmadik szoknyaréteg a felsőszoknya, melynek a jellegzetessége, hogy az anyaga brokát. Ez egy nemes arany vagy ezüst szállal átszőtt selyemvászon, melynek eredete egészen Bizáncig nyúlik vissza, ahonnan a középkori kereskedők hozták be az anyagot a Nyugati országokba. 
A brokátszoknya fölé pedig szakácska (kötény) került, melynek különbözősége alkalmakhoz kötődött. Jellemző, hogy a lábukon olyan harisnyát hordtak, melyet maguk kötöttek vagy horgoltak, ezeket pedig legkevesebb öt kötőtűvel készítették el. Továbbá a viselethez tartozott a csatos félcipő vagy fűző száras cipő, télen pedig a keményszárú lakkcsizma.
Az asszonyoknál is előfordult, hogy nem vettek fel cipőt jó idő, vagy munka esetén. A tél és hideg idő beköszöntével pedig a fejükre a belíner kendő is felkerült.
A fentebb már említett féketőt egy fiatal asszony addig hordhatott, míg meg nem született első gyermeke, azután már az ő fejére is kendő került. Ennek a bizonyos kendőnek a viselése alkalmakhoz volt kötve. Ünnepekkor két kendőt kötöttek, míg munkába csak egyet. Nagyon fontos és egyben elengedhetetlen tartozék egy újságpapír, mely a kendő tartását hivatott biztosítani. Az alsó kendő alatt húzódik egy kis pánt, melynek helybeli elnevezése: villuska, ezt gombostűvel rögzítették. A kendő jellegzetessége továbbá abban áll, hogy a homlok fölött két szarvacska emelkedik ki. Ezt szarvaskendőnek hívja a nép. Ezzel vált híressé a dejtári népviselet.
A kor előrehaladtával, ahogy idősödtek az asszonyok, ruhájuk színe egyre sötétült és dísztelenné vált. Idős korban megfelelt az olcsóbb anyagból készült ruha is. Ezzel ellentétben a fiatal asszonyok ruházatát a színharmónia jellemezte, aminek színességét az alapszínek árnyalatai adták. Ruhájuk készülhetett ternó, selyem, barket vagy delén anyagból.
Csupán nagy gyász idején egyezett a fiatal asszonyok és idősek viselete, akkor ugyanis a lángos szoknya volt az öltözék fő eleme.